# XM25 Individual Airburst Weapon System
De XM25 is een granaatwerper afgeleid van de XM29 OICW. Het wapen is voor het eerst in actie gekomen in de oorlog in Afghanistan.

## Ontwerp
De XM25 is ontworpen om soldaten de mogelijkheid te geven tegenstanders uit te schakelen die zich verbergen achter muren of in huizen. Door middel van een laserstraal meet het wapen de afstand tot de muur waarachter de vijand zich ophoudt. De gebruiker kan deze afstand voor het afvuren tot 3 meter korter of langer bijstellen. Hierdoor kan de afgevuurde 25 mm granaat precies boven of achter de verborgen tegenstander tot ontploffing gebracht worden.

## Ondergang
Op 6 mei 2017 werd bekend dat het Amerikaanse leger het XM25 programma stop heeft gezet. Dit is het gevolg van een contractbreuk van Orbital ATK, de hoofdleverancier. Eerder had Orbital ATK een geschil met Heckler & Koch, de ontwikkelaar van het daadwerkelijke wapensysteem.
Momenteel bestaat er nog enige onduidelijkheid over het programma, zo wordt de kijker mogelijk nog doorontwikkeld.

## Foto's

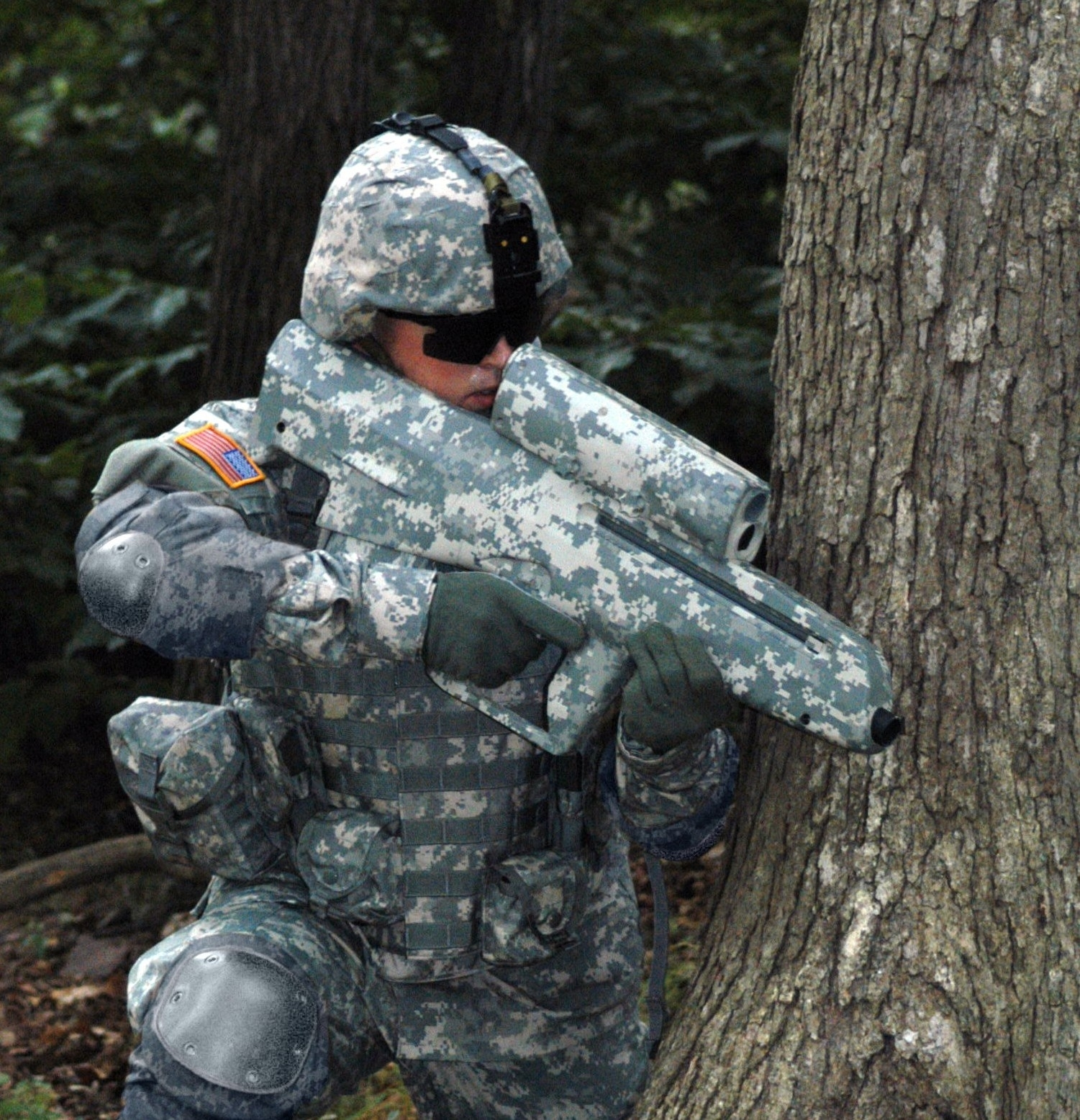
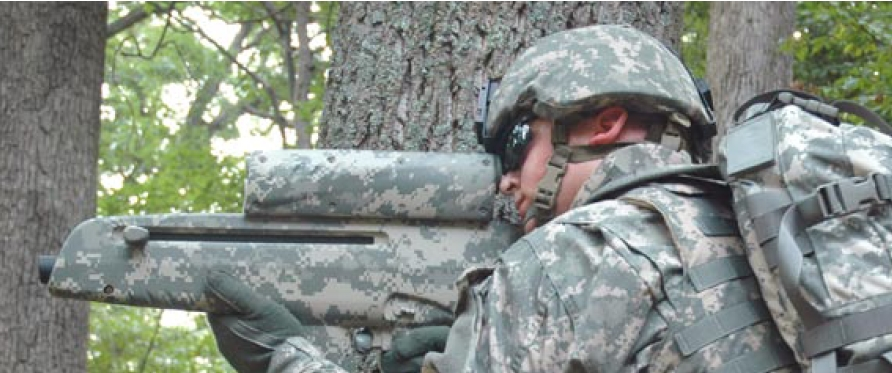
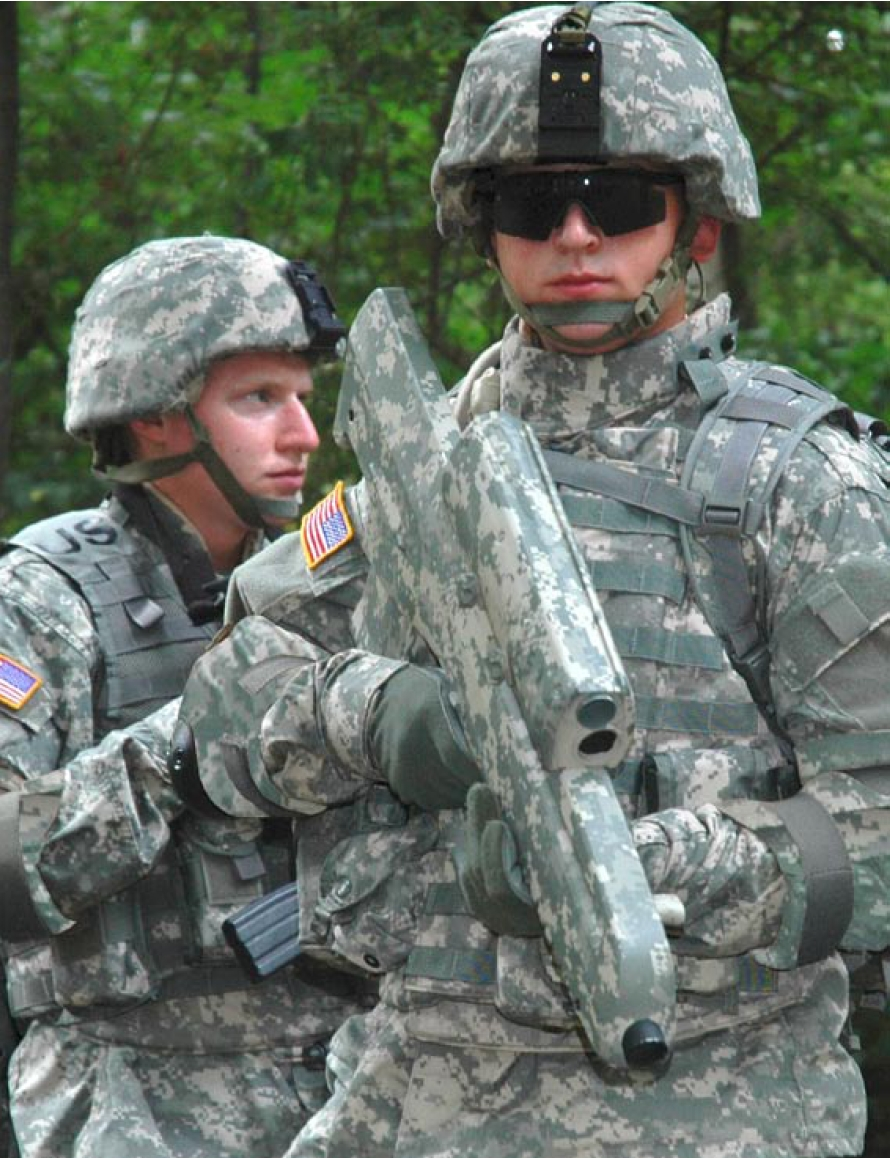
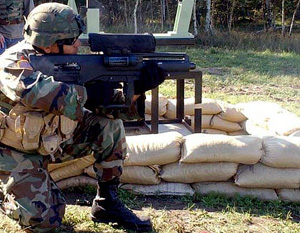